# DoIP
DoIP (Diagnostics over Internet Protocol) ist ein Kommunikationsprotokoll der Automobilelektronik, das in der ISO-Norm 13400-2 spezifiziert ist. 

## DoIP im OSI-Schichtenmodell
DoIP dient als Transportprotokoll für Unified Diagnostic Services (UDS ISO 14229-1).
UDS liegt auf der OSI-Schicht 7, der Applikationsschicht. Diagnostics over Internet Protocol läuft über den TCP/IP-Protokollstack. Als Transportprotokoll wird TCP/UDP auf OSI-Schicht 4 verwendet. Dazu dient IP als Vermittlungsprotokoll auf OSI-Schicht 3. Ethernet ist das Protokoll, das auf dem Data Link Layer auf OSI-Schicht 2 genutzt wird. Als physical Layer wird in der Automobilelektronik OABR verwendet. 

## Vorteile gegenüber ISO-TP (ISO 15765-2)
Der klare Vorteil gegenüber der Diagnose über CAN mit dem Transportprotokoll ISO-TP (ISO 15765-2) ist die höhere Bruttodatenrate. Ein weiterer Vorteil ist die deutlich höhere Robustheit von einzelnen parallelen Diagnosedatenströmen gegeneinander da DoIP auf TCP aufsetzt und damit von dessen Eigenschaften profitiert.